# Leucomalacia periventricolare
La leucomalacia periventricolare è il rammollimento patologico della sostanza cerebrale, cioè di una parte dell'encefalo funzionale alla trasmissione degli impulsi nervosi.

## Epidemiologia
Colpisce in prevalenza neonati prematuri o neonati con disturbi pregressi di vario tipo (cardiaci, respiratori, infezioni placentari).

## Eziologia
Si tratta di una lesione della sostanza bianca di origine ischemica, che può avere origine per uno scarso afflusso sanguigno. Tale patologia è una particolare conseguenza di un insulto ipossico-ischemico. Si può realizzare in seguito a diversi fattori, che possono essere coinvolti assieme o singolarmente:
- ipossia
- ipoglicemia
- acidosi respiratoria o metabolica
- ipotensione
- shock settico
- emorragia cerebrale

## Localizzazione
L'ischemia predilige i territori di confine tra i diversi distretti arteriosi cerebrali: queste aree di confine sono localizzate in sedi diverse a seconda del grado di maturazione encefalica; fino a 32 settimane di età gestazionale si trovano in sede profonda periventricolare, a partire dalla 32ª settimana di età gestazionale, con la rapida crescita del mantello corticale, si vengono a trovare in sede sottocorticale.